# Ходжа, Энвер
Энве́р Хали́л Хо́джа (алб. Enver Halil Hoxha; 16 октября 1908, Гирокастра, Османская империя — 11 апреля 1985, Тирана, Народная Социалистическая Республика Албания) — албанский революционер, государственный, политический, военный и партийный деятель, теоретик марксизма-ленинизма. Руководитель Социалистической Албании в 1944—1985 годах. Народный Герой Албании (лишён звания в 1995 году). Он был председателем Демократического фронта Албании и главнокомандующим Вооружёнными силами Албании с 1944 года до самой своей смерти. Он занимал пост председателя правительства Албании в течение многих лет, с 1944 по 1954 год, и в разное время был министром иностранных дел и обороны. Автор множества теоретических работ в области марксизма-ленинизма, критик политики КПСС, КПК, а также многих стран Восточного блока, режима Пол Пота, Фиделя Кастро, КНДР, Чаушеску, Тодора Живкова, движения «Неприсоединения» и внешней политики США.
Занимал посты Первого секретаря ЦК Албанской партии труда (1941—1985), Председателя Совета министров (1944/46—1954), министра иностранных дел (1946—1953) и министра обороны Албании (1944—1953), также был верховным главнокомандующим партизанских соединений, а после — Албанской народной армии (1944—1985).
Придя к власти, он сосредоточился на восстановлении страны, которая осталась в руинах после Второй мировой войны. За более чем сорок лет его правления были достигнуты успехи в развитии албанской экономики, образования и здравоохранения, построена первая железнодорожная линия, созданы система высшего образования (Академия наук Албании и Университет Тираны), профессиональный театр, телевидение; уровень грамотности взрослого населения вырос с 5 до 98 %, было достигнуто самообеспечение страны в области сельского хозяйства. Он превратил страну в экономическую, промышленную и аграрную державу, а также в атеистическое государство.
Вместе с тем, современные албанские исследователи критикуют Энвера Ходжу за серию политических репрессий, которые включали создание и использование лагерей принудительного труда, внесудебные убийства и казни, направленные против антикоммунистов, большая часть которых была осуществлена тайной полицией Сигурими. Уничтожались «предполагаемые нелояльные элементы» среди членов правящей партии, был введён полный запрет на любую религиозную деятельность, происходило массовое разрушение церквей. Прославился критикой многих стран, как запада, так и востока, а также строительством до 750 тысяч ДОТов на территории всей страны.
Во внешней политике первоначально ориентировался на Югославию и СССР, но встал на позицию последнего в советско-югославском конфликте. После начала десталинизации в СССР Албания разорвала с ним отношения и стала развивать тесное сотрудничество с маоистским Китаем. Но приход к власти реформистов в Китае привёл к разрыву отношений и с этой страной, в результате чего возникла фактически самобытная идеология ходжаизм, принятая также некоторыми организациями, считающими политику СССР и Китая «ревизионистской», «социал-империалистической», «социал-фашистской» и не соответствующей идеологии марксизма-ленинизма.
Согласно опросу, проведённому в 2016 году в Албании, 45 % населения этой страны положительно относятся к Энверу Ходже, а 42 % — отрицательно.

## До прихода к власти

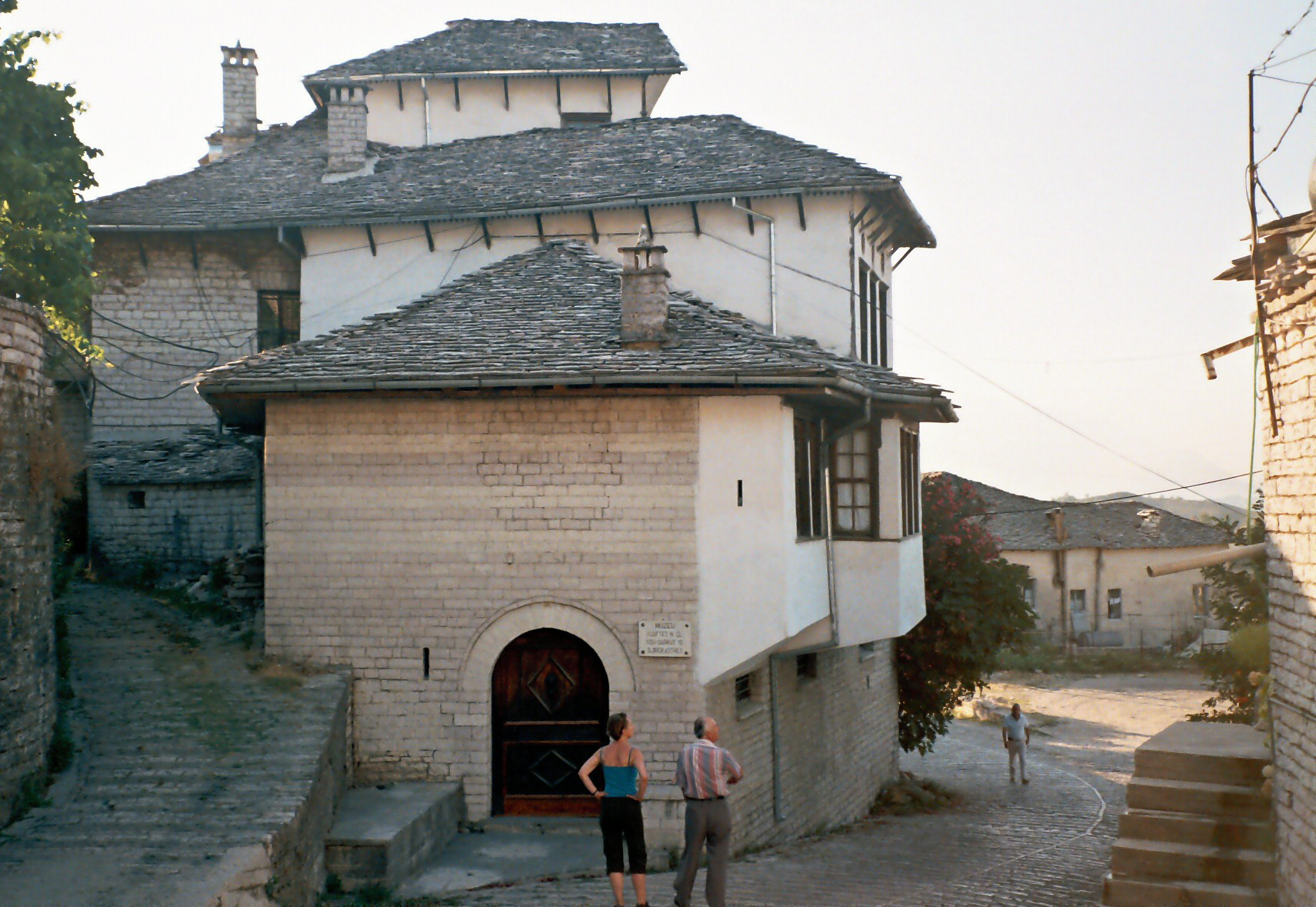
Дом в Гирокастре, где прошли детские годы Э. Ходжи (ныне музей)

Ходжа родился в городке Гирокастра на юге Албании, которая в то время входила в состав Османской империи. Его родители принадлежали к секте бекташей: неортодоксальному направлению в исламе, игравшему значительную роль в национально-освободительном движении албанцев. Он был вторым сыном муллы Халила Ходжи и Гьюло. У него был брат, которого звали Бекир, который умер в очень юном возрасте от туберкулёза, а также три сестры — Фахриен, Хаджон и Санийен. Энвер был назван в честь политика, известного как турок-осман Энвер-паша. В семье с уважением относились к вере предков, и отец водил Энвера перед поездкой во Францию за благословением к одному из духовных лидеров бекташей. Дед Ходжи Бекир был участником Призренской лиги — первой значительной политической организации албанцев. Отец его, торговец тканями, постоянно был в разъездах по Европе, поэтому воспитанием занимался в основном его дядя, Хисен Ходжа. Хисен Ходжа был сторонником независимости Албании (Энверу было четыре года, когда Албания получила независимость) и борцом против репрессивной политики правительств, которые руководили страной после обретения самостоятельности. Большое влияние на духовное развитие Энвера Ходжа оказал его дядя Хисен Ходжа, в особенности после того, как в 1928 году к власти в стране пришёл король Зогу. Он являлся руководителем многих национальных и культурных организаций в Гирокастре, создателем первой албанской школы в этом городе.
В 1926 году Ходжа окончил начальную школу в Гирокастре, затем лицей в городе Корче (летом 1930 года). Увлекался музыкой, писал стихи, организовывал диспуты и литературные вечера. К 25 годам Энвер, успевший овладеть французским и турецким языками, публиковался в прессе и начал знакомиться с трудами Маркса, Энгельса, Ленина и Сталина.

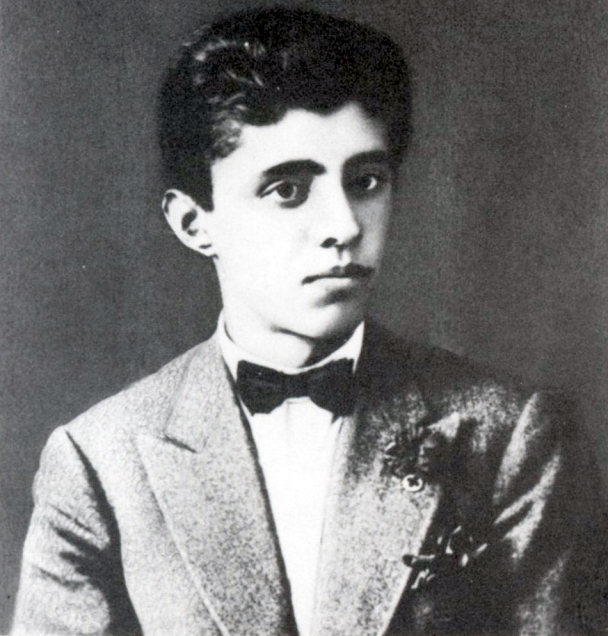
Энвер Ходжа в 18 лет

В октябре 1930 года Ходжа поступил в университет Монпелье во Франции на факультет естественных наук, где учился на государственную стипендию, но вскоре был отчислен. Партийная историография приводит причину — приверженность социалистическим идеям. С 1934 по 1936 год был секретарём консульства Албании в Брюсселе, а также изучал право в Брюссельском свободном университете и входил в студенческий кружок под руководством Лазара Фундо.
Ходжа познакомился с деятелями албанской секции Французской компартии, а также с такими видными коммунистическими деятелями, как Марсель Кашен, Морис Торез, Анри Барбюс, Луи Арагон. Ходжа сотрудничал в «Юманите», редактировал албанский коммунистический бюллетень. Он восхищался деятельностью Сталина и ВКП(б), считая, что Албании нужна именно такая партия. Энвер переводил на албанский важнейшие речи Сталина, постановления большевистской партии, выступления лидеров Коминтерна. Энвер Ходжа, будучи членом Французской компартии, в 1935—1936 годах побывал в Бельгии, где вступил в Бельгийскую компартию, публиковался в её печатных органах.
В своих статьях Ходжа критиковал троцкистов, бухаринцев, «албанских монархо-фашистов» (режим Зогу). Греческая и итальянская секции Коминтерна помогли Ходже наладить связи с коммунистическим подпольем в Албании, которое стремилось сформировать свою коммунистическую партию.
Весной 1936 года вернулся в Албанию и стал преподавать французский язык в городе Корча. В Албании тогда существовало много коммунистических групп, Ходжу избрали в руководящий состав коммунистической группы Корчи и Тиране, а в своём родном городе Гирокастре он возглавил такую группу.
В 1938 году в парижской больнице умер от чахотки лидер корчинских коммунистов Али Кельменди. Ходжа, поддержанный греческой и французской секциями Коминтерна и лично Г. Димитровым, возглавил эту группу.
Жизнь революционера — нелегальное положение, запрет на работу в Албании, аресты — придавала Ходже образ «борца за народное дело» и приносила ему известность в среде албанской оппозиции. Он выделялся среди других членов Корчинской Коммунистической группы своими активными действиями по разоблачению истинных целей фашизма и созданию широкого антифашистского движения.

## Визит в Москву
В марте 1938 года Энвер Ходжа был направлен в СССР, где находился чуть больше года. В Москве он учился в институте Маркса-Энгельса-Ленина и в Институте иностранных языков, продолжая заниматься переводами на албанский речей и книг Сталина, Молотова, Вышинского.
В апреле 1938 года он впервые встретился со Сталиным и Молотовым. Эта встреча явилась важнейшим событием в жизни, способствовала идейной убеждённости Ходжи, пообещавшего своим собеседникам сплотить албанских коммунистов в единую большевистскую партию. Это обещание он впоследствии сдержал.

## Борьба с оккупантами
Когда в апреле 1939 года Албанию оккупировали войска Муссолини, Ходжа лишился учительской работы за отказ вступать в Албанскую фашистскую партию.
Итальянский оккупационный суд заочно приговорил Ходжу к смерти. Но несмотря на это он активно занимался антифашистской деятельностью: организовывал в своей табачной лавке подпольные встречи, писал прокламации и статьи, организовывал, работая на нефтепромыслах, лесоразработках, в морских портах, профсоюзах, участвовал в акциях протеста против итальянских оккупантов.
Одновременно с этим он добивался руководящего положения в создававшейся тогда компартии Албании.
В Албании участились диверсии и другие акты саботажа против итальянцев. Партизанские отряды всё чаще вступали в бои с оккупантами и коллаборационистами. Наиболее активным партизанское движение было в южной Албании, его руководителями являлись Ходжа, Шеху, Балуку, Леши, Муслим Пеза.

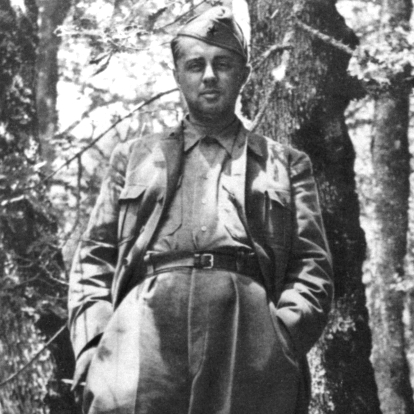
Партизан Энвер Ходжа

Ходжа организовал табачную лавку в Тиране, ставшую местом встреч небольшой коммунистической группы.
7 ноября 1941 года, в Тиране, подпольная конференция коммунистов при содействии югославских товарищей провозгласила создание Компартии Албании. Ходжа стал заместителем первого секретаря К. Дзодзе. Кроме того, он был утверждён в качестве главнокомандующего партизанскими формированиями.
1 января 1945 года Ходжа женился на 24-летней Неджмие Джуглини (1921—2020), служившей в 1-й дивизии Национально-освободительной армии. Неджмие Ходжа стала единомышленницей и сподвижницей мужа во всех его начинаниях. Была членом ЦК, директором Института исследований марксизма-ленинизма и Высшей партийной школы, после смерти мужа возглавляла Демократический фронт Албании (так с 1946 года стал называться созданный в 1943 году Национально-освободительный фронт).
В декабре 1942 года советский комиссариат иностранных дел выступил с декларацией «О независимости Албании», в которой правительство Советского Союза всецело поддержало национально-освободительную борьбу албанского народа, заявив, что вопрос будущего государственного строя Албании является внутренним делом Албании и должен быть решён самим албанским народом. Это заявление было поддержано правительством США и Великобритания. 
После успешных операций Албанской народно-освободительной армии (АНОА) стратегическая инициатива в Албании полностью перешла к коммунистам. В сентябре 1943 года итальянская армия капитулировала и расположенная в Албании 9-я итальянская армия присоединилась к Албанским партизанам под предводительством Энвера Ходжи. Сержант Терцилио Кардинали возглавил созданный из её солдат партизанский отряд «Антонио Грамши».
В октябре 1944 года немецкие войска в Албании были разгромлены, их остатки решили отступать на север, в Югославию, АНОА участвовала вместе с итальянцами в освобождении северо-западной Греции, а также Черногории, Македонии и Сербии (Косово). Таким образом, Албания стала одной из стран в Европе, освобождённой от немецкой оккупации без участия и помощи иностранных войск. С октября 1944 года Э. Ходжа стал премьер-министром и одновременно министром иностранных дел во вновь сформированном правительстве. Верховным главнокомандующим Энвер Ходжа оставался вплоть до своей кончины.

## Социальные и экономические реформы
Связи между Албанией и СССР изначально были не слишком широки. 8 августа 1945 года премьер-министр Албании Энвер Ходжа направит письмо В. М. Молотову с просьбой о поставке в Албанию 25 тыс. тонн зерна. После проведённых переговоров между министром экономики Албании Медаром Штюллой и наркомом внешней торговли СССР А. И. Микояном, советская сторона ответила положительно на запрос Албании. Уже в августе 1945 года в Албанию прибыли первые советские пароходы с продовольствием, оборудованием, машинами, медикаментами. В страну стали приезжать геологи, нефтяники, конструкторы, преподаватели, врачи. Сотни албанских студентов начали обучаться в советских вузах. Ходжа сказал в том же году, что Албании предстоит индустриализация, коллективизация, «культурное перевоспитание народа» и она пойдёт по пути СССР.
Сразу после войны возникли противоречия насчёт организации Балканской Федерации, Югославия (в лице представителя Тито в Албании генерала М. Купрешанина) настаивала на скорейшей объединении Югославии и Албании в новой Федерации, тогда как СССР и Сталин выступили за иную формулу: Югославия и Болгария организуют федерацию и лишь затем к ней присоединяется Албания. Коммунистическая Партия Албании была подвержена влиянию югославов, именно поэтому вплоть до 1947 года советское руководство применяло формулу «Албания — спутница Югославии». Лишь после Советско-югославского конфликта Албания приобрела особое значение во внешней политике СССР. Про-югославская группа в Коммунистической Партии Албании была разгромлена, а её лидеры (Кочи Дзодзе и др.) казнены.
После этого, по совету советских товарищей, Албанская Коммунистическая Партия была легализована и на I съезде Коммунистической партии Албании, она была, по прямому совету Сталина, переименована в Албанскую партию труда. Первый Съезд Партии декларировал приверженность опыту СССР и ВКП(б), солидаризировался с Коминформбюро и призвал албанцев выполнять «сталинские пятилетки». В 1948—1951 годах в стране и партии развернулись массовые кампании по «борьбе с врагами народа и агентурой Тито». Согласно уголовному кодексу Албании (1948) максимальный срок ссылки или тюремного заключения составлял 30 лет. Был организован показательный процесс над «титовцами», по результатам которого был казнён партийный соперник Ходжи Кочи Дзодзе и приговорён к 20-летнему заключению его сподвижник Панди Кристо. Подверглись репрессиям их сторонники в партийно-государственном аппарате, в том числе недавний директор Сигурими Васка Колеци.
II съезд Албанской партии труда (1952) объявил о завершении восстановления страны и её планомерном развитии. Первый 5-летний план Албании был разработан в советском Госплане. В Албании началась крайне ограниченная коллективизация сельского хозяйства, строительство электростанций и предприятий, перерабатывавших разнообразное албанское сырьё. Начали развиваться связи Албании с Китаем, Вьетнамом, КНДР, ГДР и другими странами народной демократии. В начале 50-х годов в Тиране и Дурресе были сооружены заводы-дубликаты ЗИС и ЗИМ — подарок Сталина Албании. С помощью Югославии (до разрыва), а потом и СССР, строились железные дороги и школы, новые города и посёлки, оснащалась албанская армия.
В речи на XIX съезде КПСС Ходжа высказался о положительной роли Сталина, успехах СССР, периодически вяло критиковал США, Запад и Тито. Ещё будучи в Москве, Ходжа одобрил очередную внутрипартийную чистку в Албании, которая продолжалась до 1955 года. Вернувшись в Тирану в январе 1953 года, он чуть позже узнал о кончине Сталина.
5 марта 1953 года состоялись похороны И. В. Сталина. Ходжа, сославшись на внезапную болезнь, не присутствовал в те дни в Москве. В дальнейшем — Ходжа и Мао Цзэдун подозревали окружение Сталина в заговоре против него.

## Внешняя политика
Внешне ничего не менялось: Ходжу, как и прежде, в советской прессе называли другом и союзником, а Албанию — братской страной. Но подспудно противоречия нарастали. Ходжа был не согласен с политикой либерализации уклада в СССР, проводимой Хрущёвым. На XX съезде КПСС, когда Хрущёв выступил с закрытым докладом о «культе личности» Сталина, Ходжа и Чжоу Эньлай в знак протеста покинули съезд, не дождавшись его закрытия.
Вскоре состоялись конференция тиранской парторганизации и III съезд АПТ (1956), где многие делегаты, под влиянием хрущёвского доклада в Москве, подвергли резкой критике Ходжу и Шеху. Существует версия, что эти выступления были предприняты в расчёте на поддержку хрущёвского руководства КПСС. Ответом стала новая кампания борьбы с «реставраторами капитализма», в ходе которой были репрессированы сотни оппонентов Ходжи и члены их семей. В частности, были казнены Дали Ндреу и Лири Гега, убит в эмиграции Панайот Плаку. В партийно-государственном руководстве закрепилось единовластие Ходжи. Вторую и третью позиции занимали Мехмет Шеху и Хюсни Капо.
Руководство Албании (вместе с лидерами КНР и КНДР) отказалось от десталинизации географических названий и страны в целом. Более того, в канун 80-летия Сталина Э. Ходжа учредил орден Сталина.
Летом 1959 года Хрущёв приехал в Албанию, надеясь заставить её лидеров изменить политику, и пригрозил прекратить помощь Тиране. Разногласия урегулировать не удалось. Осенью 1961 года на XXII съезде КПСС Н. С. Хрущёв, запуская новый виток десталинизации, подверг резкой критике Э. Ходжу и М. Шеху, обвинив их в массовых репрессиях против албанских коммунистов и беззакониях, творившихся в Албании. В ответ албанская сторона в декабре 1961 года разорвала дипломатические отношения с СССР (были восстановлены только летом 1990 года, уже после смерти Э. Ходжи и как начала распада социалистического лагеря, так и начала конца коммунистического режима в самой Албании).
Разрыв с Албанией лишил СССР военно-морской базы на Балканах и способствовал падению авторитета Хрущёва. Официальный албанский взгляд на эти событии дан в романе Исмаиля Кадаре «Dimri i vjetmisë së madhe» (русский перевод «Суровая зима» 1992). Среди персонажей этой книги Ходжа, Хрущёв, Долорес Ибаррури. Кадаре не говорит о попытках албанского руководства разыграть «китайскую карту». Энвер представлен как наследник всех албанских национальных героев, начиная с легендарных иллирийских царей, боровшихся за независимость в одиночку. Одновременно с этим албанские лидеры сблизились с Китаем. Руководство КНР в 1956 году (то есть ещё до советско-китайского раскола) заверило Ходжу в политической и экономической поддержке.
В 1962 году Албания вышла из СЭВ.

Мао Цзэдун и Ходжа в 1956 году

Ходжа переориентировался на Китай, а в 1968 году заявил, что не намерен выплачивать долги Италии, Греции и Турции (Албания в 1968 году была близка к дефолту). В 1970-х годах он и вовсе «закрыл» страну для всего остального мира. В семидесятые годы Албания сотрудничала с Китаем: отношения с соседями были полностью испорчены, и поэтому его экономическая и техническая помощь была ей попросту необходима. Располагая разнообразными природными ресурсами, страна остро нуждалась в перерабатывающих отраслях промышленности, коммуникациях, инвестициях и квалифицированных кадрах. Оборонный потенциал Албании тоже поддерживался в те годы за счёт импорта. Поэтому Ходжа, несмотря на идеологическую «несовместимость» с маоистами, всячески содействовал албано-китайскому сотрудничеству.
С 1962 по 1972 годы Албания представляла интересы КНР в ООН, а с 1972 года китайцы и албанцы в ООН совместно критиковали руководство СССР и США (отказываясь оплачивать займы) и призывали развивающиеся страны объединиться в борьбе со сверхдержавами. Для КНР Албания долгое время оставалась единственным политическим союзником в Европе и мире, «глашатаем» в ООН и важным пропагандистским партнёром.
В начале семидесятых годов КНР пошла на примирение с Западом, а с середины шестидесятых — с Японией. Албано-китайские отношения резко ухудшились. В 1968 году Ходжа заявил о выходе из Варшавского договора в связи со вводом войск в Чехословакию. Единственной страной Варшавского блока, с которой поддерживались отношения, была Румыния, лидер которой, Николае Чаушеску, осудил вторжение в Чехословакию. По мере возможностей албанские власти и спецслужбы старались содействовать ортодоксально-коммунистическим группировкам в странах Восточной Европы, в частности Коммунистической партии Польши во главе с Казимежем Миялем.
Ходжа продолжал оказывать помощь Индокитаю, арабским странам, жертвам «израильской агрессии» (а также Западносахарской республике, провозглашённой в 1967 году и боровшейся с марокканской интервенцией), активизировал отношения с Венгрией (единственной страной, у которой Ходжа ещё не взял невозвратимые суммы). В связи с сокращением экономических контактов с Китаем Албания возобновила торговлю со странами СЭВ, кроме СССР, и постепенно помирилась с соседями и Западом: помощи и сотрудничества ждать было больше не от кого. Продолжая критиковать Тито, Ходжа санкционировал торговый обмен и с Югославией.
Энвер Ходжа с уважением относился к Шарлю де Голлю, который, в свою очередь, симпатизировал Ходже и Албании, не зависящей от США и СССР. Это способствовало развитию албано-французских связей, в том числе списанием Францией албанских задолженностей. По многим проблемам (Индокитай, Южная Африка, ядерные вооружения) де Голль и Ходжа имели сходные позиции. VIII съезд АПТ (1981) провозгласил победу социализма и начало строительства коммунизма в Албании. Одновременно Ходжа начал расширять внешнеэкономические связи.
Экономические причины вынудили Албанию увеличить торговлю с Югославией, скандинавскими странами, со странами СЭВ (кроме СССР), Ираном и возобновить с 1984 года торговый обмен с Китаем. Ходжа не примирялся с руководством СССР. Советское руководство не отвечало на критику Тираны с 1965 года. Албанию замалчивали в средствах массовой информации.

## Внутренняя политика
Албания приступила к созданию социалистического народного хозяйства, имея крайне низкий уровень развития производительных сил. До освобождения страны в ее экономике преобладало отсталое, малопродуктивное сельское хозяйство, на долю которого приходилось более 90% валового общественного продукта. Промышленности фактически не существовало, за исключением небольшого числа мелких предприятий по переработке сельскохозяйственного сырья, нефтепромыслов, угольных шахт и рудников. Удельный вес промышленного производства в создании национального дохода составлял менее 4%. Не было ни железных дорог, ни морского транспорта. Промышленных рабочих насчитывалось всего несколько тысяч человек, а инженеров и техников можно было пересчитать по пальцам.

Коммунисты видели необходимость полномасштабной модернизации экономики. В августе 1945 года началась аграрная реформа. Помещичье землевладение ликвидировалось, крестьяне наделялись дополнительными угодьями и тягловым скотом, аннулировались их долги. После укрепления власти и создания продовольственной базы, албанские коммунисты переняли советский опыт коллективизации сельского хозяйства:
«Крестьянам, выразившим желание создать сельскохозяйственный кооператив, должна быть оказана всесторонняя помощь в организации этого дела и затем — в укреплении самого кооператива. Им должна быть также оказана помощь для обработки общественных земель в соответствии с агрономическими правилами и предоставлен необходимый аграрный кредит. Для убеждения крестьян в преимуществах кооперативного пути использовать в качестве наглядного примера опыт и практику уже существующих сельскохозяйственных кооперативов».«Наши задачи в области сельского хозяйства». Энвер Ходжа
Реформы нового правительства позволили уничтожить могущественный класс помещиков.
«Народная революция положила конец обнищанию и деградации крестьянства. Победа, одержанная в Национально-освободительной борьбе, придала новые силы крестьянам, воочию увидевшим как в результате борьбы всего трудового народа, возглавляемого партией, был свергнут класс помещиков. Они услышали могучий голос партии, возвещавший о том, что мрачный век беев и ага закатился навсегда и их не следует больше считать хозяевами земли и что не нужно больше выплачивать им никаких долгов и процентов с них». «Отчетный доклад на I съезде Коммунистической партии Албании «О деятельности Центрального Комитета и новых задачах партии»(Выдержки). Энвер Ходжа
Одними лишь преобразованиями сельского хозяйства модернизация экономики Албании не окончилась. Правительством была проведена национализация промышленности, банков и всей коммерческой и зарубежной собственности. Была начата индустриализация. В 1947 была построена первая в истории Албании железная дорога. Албания перешла к плановой экономике.

Экономические и социальные результаты первых десятилетий Народной Республики Албании(Народной Социалистической она станет только в 1976) производили впечатление несомненных достижений. Экономическая помощь СССР позволяла осуществлять политику ускоренной индустриализации. Впервые в истории Албании была создана тяжёлая промышленность, в том числе угледобывающая, нефтяная и сталелитейная. Развивался текстильный кластер, производство стройматериалов и пластмасс. Построены гидроэлектростанции, расширена железнодорожная сеть.
«В нашей стране, где имеются богатые водные и другие энергетические ресурсы, о них не было и речи. В период зогистского и фашистского владычества было построено несколько теплоэлектростанций. Само собой разумеется, что энергия, поставляемая промышленности, была недостаточной и дорогостоящей. Это скудное наследство мы использовали, и теперь наши фабрики в большинстве своем имеют собственные двигатели. К 1938 году у нас имелось 13 электростанций общей мощностью в 3 200 квт и с годовой производительностью около 3 000 000 квт/ часов. В период 1939-1944 гг. их мощность увеличилась до 4 700 квт с годовой производительностью в 6 500 000 квт/часов, а в настоящее время она составляет около 7 400 квт с годовой производительностью в 9 200 000 квт/часов. В 1945 году годовая выработка электроэнергии была намного ниже, чем в 1939 году. Однако мы добились ее увеличения благодаря серьезным усилиям, направленным на восстановление промышленности в течение 1946-1947 гг., когда все промышленное производство перешло в руки государства». «Отчетный доклад на I съезде Коммунистической партии Албании «О деятельности Центрального Комитета и новых задачах партии»(Выдержки). Энвер Ходжа
После советско-албанского раскола экономика страны развивалась в условиях преимущественного сотрудничества Албании с Китаем. Однако в середине 1978 г. китайская помощь Албании была приостановлена, и развитие албанского народного хозяйства стало полностью осуществляться на основе использования внутренних ресурсов.

В седьмой пятилетке (1981- 1985 гг.) экономика Албании сделала дальнейший шаг вперед в своем развитии. В 1985 г. добыча железоникелевой руды возросла по сравнению с 1980 г. на 100%, угля - на 50%, медной руды - почти на 40%, выпуск продукции металлообрабатывающей промышленности увеличился более чем на 30%. Был введен в строй ряд новых промышленных предприятий. Среди них вторая доменная печь, коксовая батарея, две линии непрерывной разливки стали и завод по производству никеля и кобальта на Эльбасанском металлургическом комбинате, газоочистительный завод в Балши, несколько рудников и обогатительных фабрик и некоторые другие объекты. В ноябре 1985 г. была пущена первая турбина на крупнейшей в Албании ГЭС в Комани на реки Дрин. Почти на одну треть возросла железнодорожная сеть страны. Были построены железные дороги Фиери-Влера и Лячи - Хани-и-Хотит.
«Это первый пятилетний план, который будет реализован, целиком опираясь на наши силы и возможности. Албания является сегодня единственной в мире страной, которая развивается и идет вперед по пути социализма без всякой помощи и кредитов извне. Это большое, но зато славное испытание для нашего народа и нашей партии, и победа бесспорная, так как, руководствуясь марксизмом-ленинизмом, мы уже давно подготовлены к этому решающему шагу» «Доклад VIII съезду АПТ». Энвер Ходжа
Увеличилось сельскохозяйственное производство, хотя Албания и не избежала последствий засушливых лет. Только 1983 г. был урожайным. Тогда производство сельскохозяйственной продукции возросло более чем на 17% против 1980 г. В 1985 году показатель был ниже уровня 1983 г., хотя и увеличился по сравнению с 1984 г. на 2,2%.
Вместе с тем в ходе выполнения седьмой пятилетки албанская экономика столкнулась с рядом трудностей, которые не позволили ей выполнить в полном объеме поставленные задачи. Если в первые годы пятилетки Албания еще могла поддерживать относительно высокие темпы роста общественного производства, то впоследствии они стали снижаться. В 1981 г. прирост валового общественного продукта составил 5,6%, национального дохода - 5,7%, в 1982 г. - соответственно 4,4% и 4,5%, а в последние годы пятилетки эти показатели были значительно ниже.
Замедление темпов экономического развития было вызвано рядом причин. В промышленности - это изношенность оборудования и устаревшие технологии производства на ряде предприятий. В седьмой пятилетке предусматривалось осуществить реконструкцию некоторых из них, в основном собственными силами. Однако, как отмечала албанская печать, сроки модернизации целого ряда объектов не были соблюдены. Это повлекло за собой невыполнение планов производства в некоторых отраслях промышленности. В 1984 г. добыча хромовой руды, производство хлопчатобумажных и шерстяных тканей, обуви были ниже уровня 1980 г., а выпуск строительных материалов незначительно превосходил уровень 1979 г.
Министр юстиции Бильбиль Клоси заявлял, что политические статьи Уголовного кодекса НРА должны быть жёстче советских аналогов периода сталинских репрессий. Чтобы искоренить активность внутренней оппозиции, власти прибегали к систематическим «чисткам» — противников режима увольняли с работы, направляли на каторжные работы и даже казнили. Количество политических казней за сорокалетнее правление Энвера Ходжи оценивается в 5—7 тысяч человек, более 34 тысяч были осуждены на различные тюремные сроки, из них около 1 тысячи умерли в заключении. Интернированию и депортациям подверглись 50 тысяч человек. Задержания, допросы, принудительные работы, полицейский надзор применялись, по имеющимся данным, к трети населения Албании.
Политические репрессии, начавшись в 1940-х (уже в 1945 году состоялся первый показательный процесс над противниками нового режима, проведённый по сценарию, утверждённому Ходжей), не прекращались до 1980-х годов — против фашистов и буржуазных элементов, против титовцев, принудительная атеизация, регулярное раскрытие заговоров (наиболее известны — военный заговор середины 1970-х и заговор Шеху начала 1980-х). 14 мая 1947 года Ходжа отдал директиву об аресте парламентариев оппозиционной Депутатской группы, многие из которых вскоре были казнены. Под руководством Ходжи была осуществлена Резня 1951 года в Албании — убийство 22 оппозиционных интеллигентов и предпринимателей в феврале 1951 года. В качестве предлога был использован взрыв в советском посольстве, устроенный подпольщиками-антикоммунистами, в результате которого были выбиты стёкла в нескольких посольских окнах. Подвергся чистке и аппарат, был арестован недавний директор Сигурими, начальник армейского политуправления Бекир Ндоу. Вскоре после расстрела 26 февраля 1951 Ходжа призвал к бдительности и беспощадности в классовой борьбе во имя «любви к Сталину — гению, отцу и спасителю».
Сталинистская политика Ходжи вызывала активное сопротивление антикоммунистических сил. Были подавлены несколько крупных восстаний — в Малесии-э-Мади (Кельмендское восстание, Восстание Коплику, январь 1945), Шкодере (Пострибское восстание, сентябрь 1946), Мирдите (Горный комитет, август 1949). В Тепелене осенью 1948 произошло Восстание Жапокики. В 1953 был раскрыт и ликвидирован Сигурими Албанский союз антикоммунистического освобождения. Крупным и драматичным событием 1973 стало жестоко подавленное восстание в тюрьме Спач.
Внутрипартийная оппозиция была окончательно разгромлена весной 1956, репрессированы её лидеры — Тук Якова, Лири Белишова, Бедри Спахиу, Лири Гега, Дали Ндреу, Панайот Плаку. Ранее, в 1947 были репрессированы представители умеренного крыла госаппарата, в том числе поэт-интеллектуал Сейфула Малешова и исторически первый албанский коммунист Костандин Бошняку. Покончил с собой министр экономики Нако Спиру. Таким образом, все потенциальные соперники Ходжи были устранены — казнены либо отправлены на длительные сроки заключения. В 1974—1975 репрессиям подверглось военное командование: были расстреляны руководители министерства обороны и генштаба генералы Бекир Балуку, Петрит Думе, Хито Чако, к 25 годам тюрьмы приговорён генерал Рахман Парлаку.
До конца 1980-х годов в Албании сохранялся культ Сталина, его именем назывался современный город Кучова, произведения Сталина переиздавались (в том числе на русском языке), дни рождения и смерти Сталина официально широко отмечались (как и ленинские дни, и годовщина Октябрьской социалистической революции). Уже после смерти Ходжи, в 1986 году, по случаю кончины В. М. Молотова в Албании был объявлен национальный траур.

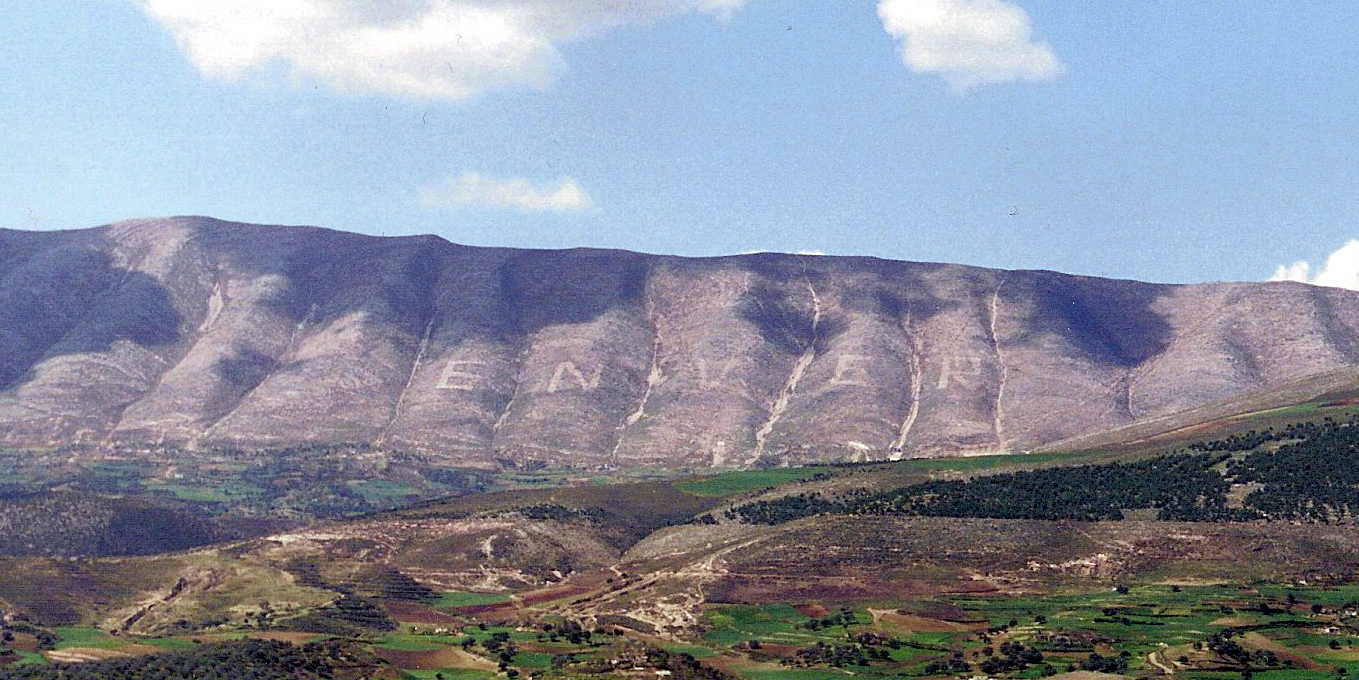
Имя Энвера Ходжи, написанное на горе Шпирагу

В Албании выросло целое поколение, не посещавшее церквей и мечетей. Ходжа говорил: «У албанцев нет идолов и богов, но есть идеалы — это имя и дело Маркса, Энгельса, Ленина и Сталина».

Коммунисты Албании делали большой акцент на преодоление старых, патриархальных устоев албанского общества. Были разрушены вековой институт кровной мести и патриархальная структура семьи и кланов. Традиционная роль женщин, а именно их ограничение в доме и на ферме, радикально изменилась, поскольку они получили юридическое равенство с мужчинами и стали активными участниками во всех сферах жизни общества.
«Ваши съезды являются величественным отражением революционного порыва албанской женщины, ее активного участия в политической жизни страны, отражением великой силы, которую представляют в нашей стране женщины, без активизации и участия которых в управлении страной, в производстве, во всей общественной и культурной деятельности не может быть речи ни о социалистическом строительстве, ни о народной власти, ни о подлинной демократии. То, что вы делаете — это не «женские дела», как это пренебрежительно желают представить буржуазия или некоторые невежды с прогнившими мелкобуржуазными взглядами. То, что вы делаете, и решения, которые вы принимаете, связаны с серьезными проблемами деятельности нашей Народной Республики и ваше слово очень веское, так как вы составляете половину населения Республики и без вас Республика не может крепнуть и идти вперед по пути прогресса». «Приветственная речь на четвертом съезде союза албанских женщин».Энвер Ходжа
В Албании велась активная и решительная борьба с религией. В 1967 году религиозный истеблишмент, который партийные лидеры и другие атеистические албанцы считали отсталым средневековым институтом, препятствующим национальному единству и прогрессу, был официально запрещен, а все христианские и мусульманские молитвенные дома были закрыты. Их имущество было конфисковано, а на любые религиозные обряды был введён строгий запрет. Народная Социалистическая Республика Албания стала первым в мире атеистическим государством.
НСРА достигла создания современной социальной инфраструктуры, систем образования и здравоохранения, достижение всеобщей грамотности. За четыре десятилетия Албания добилась достойных - в некоторых случаях исторических - успехов в развитии промышленности, сельского хозяйства, образования, искусства, и культура. Заметным достижением стало осушение прибрежных болот - ранее рассадников малярийных комаров - и рекультивация земель для сельскохозяйственных и промышленных целей.
Энвер Ходжа отводил очень важную роль и место научно-исследовательской, созидательной и преобразующей деятельности. Именно при нём, в 1972 году была основана Академия наук Албании, членом которой являлся известный албанский писатель Димитёр Шутерики. Также при Ходже была проведена историческая реформа языка, которая объединила элементы диалектов в единый литературный язык. Первый албанский университет тоже был открыт именно при Ходже.
В 1979 были казнены диссиденты-коммунисты Фадиль Кокомани и Вангель Лежо — в прошлом известные функционеры идеологического аппарата АПТ, сторонники Хрущёвской оттепели и союза Албании с СССР. Перед казнью они направили в ЦК АПТ обличительное письмо, в котором характеризовали Энвера Ходжу как «тирана, предателя, Молоха, Чичикова XX века, Харона, перевозящего в ад, главного капиталиста и рабовладельца угнетённой албанской земли». Авторы напомнили о социальном происхождении Ходжи из знатной и богатой семьи, употребив выражения «бей», «торговец», «ростовщик».
Формально Ходжа считал, что если политические деятели, а тем более коммунисты имеют привилегии, то партия не может считаться коммунистической, а страна — социалистической. С середины восьмидесятых годов по его указанию снижалась заработная плата работников партийного и государственного аппарата. Это позволило сэкономить деньги на увеличение пенсий и пособий, оплаты труда в сельском хозяйстве, увеличение окладов рабочих и служащих.
В 1960 году был отменён подоходный налог, а в 1985 году упразднён налог на холостяков и малосемейных.

## Разрыв с Китаем и внешняя политика после него

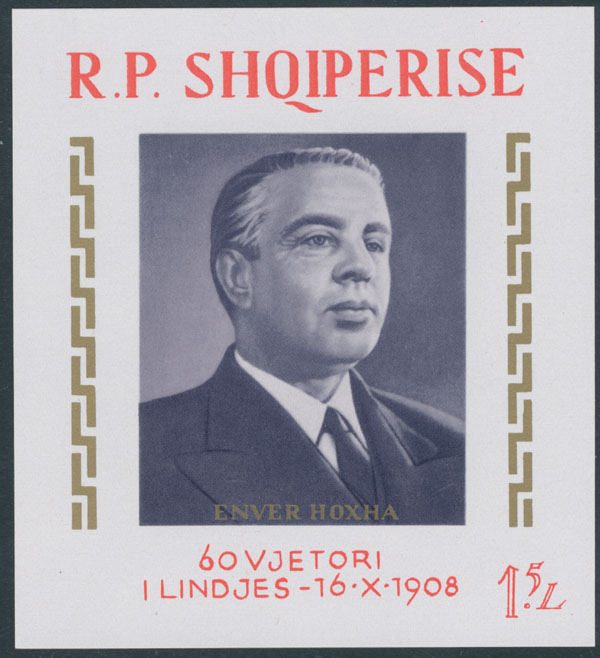
Неперфорированный почтовый блок Албании к 60-летию Энвера Ходжи 1968 г.

После VII съезда АПТ (ноябрь 1976) в Албании был принят закон, запрещавший иностранные кредиты и займы. К тому времени страна пережила технический дефолт, и Ходжа решил соорудить в стране социально-экономический механизм, являвшийся точной копией механизма, действовавшего в 1946—1953 годах в СССР. Албания перешла к полному самообеспечению продовольствием, медикаментами, промышленным и энергетическим оборудованием, в оплату долгов стала экспортировать многие промышленные товары, сокращая вывоз сырья.
Ситуация в экономике стала улучшаться. Ходжа с этого времени мог позволить ещё более усилить централизацию всех ресурсов Албании. Однако некоторые коллеги Ходжи (в том числе министр обороны Бекир Баллуку, министр экономики Абдюль Келези, глава гостелерадио Тоди Лубонья пытались убедить его активизировать связи со странами СЭВ и с Югославией, не идти на «матерный» разрыв с КНР. Результатом стала волна репрессий середины 1970-х: по обвинению в «военном заговоре» были расстреляны генералы Бекир Балуку, Петрит Думе, Хито Чако, по обвинению в «экономической контрреволюции» казнены Абдюль Келези, Кочо Теодоси, по обвинению в «либеральном уклоне» осуждены на длительное тюремное заключение Тоди Лубонья, Фадиль Пачрами.
Летом 1978 года китайское руководство во главе с Хуа Гофэном прервало всякие отношения с Албанией. Бывшие «друзья» превратились в «банду оппортунистов и наймитов Запада». После ссоры с Китаем Албания стала ещё более закрытой, чем после её разрыва с СССР. Неосталинские кампании в стране стали ежегодными.
В 1981 году Ходжа провёл новую чистку, предав казни нескольких партийных и государственных чиновников. 17 декабря при невыясненных обстоятельствах погиб Мехмет Шеху, считавшийся второй фигурой албанского коммунистического руководства. Шеху был объявлен изменником Родины и заговорщиком. Вероятнее всего, устранение Шеху произошло в ходе борьбы трёх тенденций в руководстве АПТ: примирения с «братьями по социализму», постепенного открытия Западу (отношения были испорчены ещё в конце 1960-х годов) и попыток сохранения статус-кво (Ходжа был приверженцем последнего).
В 1983—1985 годах здоровье Ходжи резко ухудшилось, он перенёс инфаркты, инсульты, у него обострился диабет, которым он страдал с 1948 года. Он удалился от дел, передав большую их часть Рамизу Алии. Несмотря на это, в ноябре 1984 года Ходжа лично принимал последний в своей жизни праздничный парад в честь 40-летия освобождения Албании.
В марте 1985 года врачи предписали Ходже длительный отдых ввиду нарастающей сердечной недостаточности.
На торжественном собрании, состоявшемся в Тиране 27 ноября 1984 года по случаю 40- летия освобождения Албании от немецких оккупантов, отмечалось, что "с Грецией, Турцией и Италией установились добрососедские отношения, которые нормально развиваются и прогрессируют. С этими государствами расширились торговые отношения, культурные и научные обмены и при совместных усилиях открылись перспективы сотрудничества в других областях, представляющих взаимный интерес".
Поступательное развитие отношений между Албанией и этой группой стран началось с 1978 года, когда произошло обострение албано-китайских отношений. С этого периода во внешней политике албанского правительства четче обозначилось стремление к устранению напряженности в отношениях с соседними странами, поиску путей урегулирования нерешенных вопросов, налаживанию двустороннего сотрудничества, прежде всего в торгово-экономической области. Используя свои определенные преимущества (в том числе географическую близость к Албании), эти три страны стали основными торговыми партнерами НСРА среди капиталистических государств.
Наиболее тесные торгово-экономические связи Албания поддерживала с Италией. В январе 1979 года Тирану посетил тогдашний министр внешней торговли Италии Р. Оссола. Как подчеркивала итальянская печать, это был первый за весь послевоенный период визит итальянского государственного деятеля такого ранга в Албанию, который имел не столько экономическое, сколько политическое значение. В ходе состоявшихся переговоров было подписано торговое соглашение на 1979 год, предусматривавшее рост албано-итальянского товарооборота на 60% против 1978 года. В 1981 году товарооборот между двумя странами возрос до 80 млн. долл. В последующие годы рост албано-итальянской торговли продолжался.
Наряду с торгово-экономическими отношениями, между Албанией и Италией развивались и другие связи. Было установлено прямое воздушное сообщение Тирана - Рим. В мае 1979 г. между обеими странами была подписана программа культурного, научного и технического обмена на 1979—1981 годы, ставшая первым соглашением подобного рода, заключенным НСРА с капиталистическим государством. В дальнейшем она возобновлялась на последующие годы.
Расширению албано-итальянских отношений послужил визит в апреле 1982 года министра внешней торговли Италии Н. Каприа. Он был принят председателем Совета Министров НСРА А. Чарчани. В ходе состоявшихся переговоров был обсужден широкий круг вопросов албано-итальянских отношений, в частности, была достигнута договоренность об установлении паромного сообщения между портами Дуррес и Триест (открыто в декабре 1983 года).
Систематический характер приняли политические консультации между двумя странами. В октябре 1983 г. министр иностранных дел НСРА Р. Малиле дважды встречался с министром иностранных дел Италии Дж. Андреотти. Удовлетворение развитием политических контактов между двумя странами было выражено в послании премьер- министра Италии Б. Кракси, переданном А. Чарчани в марте 1984 г. в ходе визита в Албанию министра внешней торговли Италии Н. Каприа. В октябре того же года в Италии с визитом находился министр здравоохранения НСРА А. Алюшани. Он передал Б. Кракси ответное послание А. Чарчани, который высказался за укрепление албано-итальянских отношений, особенно в торгово-экономической сфере, в области транспорта и культурных связей.
Интерес Албании к Италии нашел отражение в введении преподавания итальянского языка в албанских средних школах и создании в 1984/85 учебном году кафедры итальянского языка и литературы в Тиранском университете, а также в подписании в апреле 1984 г. соглашения о сотрудничестве в обмене информацией между Албанским телеграфным агентством и итальянским информационным агентством АНСА
Заметные сдвиги произошли в развитии албано-греческих отношений. За короткий срок Греция вышла на второе место в общем товарообороте НСРА с капиталистическими государствами. В 1984 г. албано-греческий товарооборот составил, по сообщению греческой печати, свыше 50 млн. долл., увеличившись против 1981 г. почти в 3 раза Важной статьей албанского экспорта в Грецию является электроэнергия. В начале 70-х годов была построена линия электропередачи от албанского города Конисполи в Северную Грецию. В декабре 1981 г. между НСРА и Грецией было заключено соглашение о строительстве второй высоковольтной линии электропередачи.
Широкий размах приобрели также другие связи. В 1978 году была открыта авиалиния Афины-Тирана. Систематически осуществляются взаимные поездки экономических делегаций, деятелей науки и культуры, артистов и художественных коллективов, спортивных команд.
Дальнейшему развитию албано-греческих отношений способствовали проведенные в июле 1984 года в Афинах переговоры на уровне заместителей министров иностранных дел обеих стран. В декабре 1984 г. состоялся официальный визит в Албанию первого заместителя министра иностранных дел Греции К. Папулиаса, который передал А. Чарчани послание премьер-министра Греции А. Папандреу. В ходе этого визита были подписаны соглашения о сотрудничестве между двумя странами в области дорожного транспорта, культуры, телекоммуникаций, почтовой связи, науки и техники. Во время пребывания в Афинах в январе этого года министра внешней торговли НСРА премьер- министру Греции было передано ответное послание А. Чарчани.
Активно развивались албано-турецкие отношения. В августе 1979 года Тирану посетила турецкая правительственная делегации во главе с министром внешней торговли, который передал главе албанского правительства послание премьер-министра Турции, выражавшее пожелания о дальнейшем развитии двусторонних отношений. Практическим результатом этого визита явилось подписание в 1980 году целого ряда соглашений в том числе о борьбе с инфекционными заболеваниями на территории Албании и Турции, об обмене информацией между Албанским телеграфным агентством и Анатолийским агентством о сотрудничестве между Союзом албанских писателей и работников искусств и Союзом турецких писателей между радио и телевидением обеих стран. В сентябре 1981 года была подписана новей программа культурного и научного обмена между обеими странами на 1981—1983 годы, а в феврале 1984 года - на 1984—1985 годы. С 1982 года ежегодно обновляется протокол об обмене в области спорта
В 1981 года объем албано-турецкой торговли составил примерно 20 млн. долларов. В ноябре 1982 года в Тиране было подписано новое торговое соглашение между НСРА и Турцией на 1983—1985 годы, предусматривающее дальнейший рост взаимного товарооборота 8 феврале 1984 года, стороны подписали соглашение о воздушном сообщении между двумя странами.
Наряду с торговыми и культурными отношениями развиваются и другие контакты. В 1983 году стороны обменялись визитами на уровне заместителей министров иностранных дел. В ходе своего повторного визита в Анкару в феврале 1984 года делегация МИД НСРА передала премьер-министру Турции Т. Озалу послание А. Чарчани, в котором выражалось удовлетворение состоянием двусторонних отношений и готовность албанской стороны к их дальнейшему развитию.

## Группа Мустафы. Процесс над сподвижниками Шеху
25 сентября 1982 года группа эмигрантов-антикоммунистов во главе с Шевдетом Мустафой нелегально проникла в Албанию с целью убийства Ходжи. Мустафа ставил задачу свержения коммунистического режима и восстановления монархии.
Пробираясь в Тирану, Мустафа совершил несколько убийств, в частности, застрелил патрульного МВД. 27 сентября 1982 он был блокирован госбезопасностью, отказался сдаться и погиб в перестрелке. Погибли в столкновениях с Сигурими и двое его соратников.
Лишь один из членов группы, бывший служащий Сигурими Халит Байрами, остался жив и предстал перед судом. После процесса он был депортирован из Албании и вернулся в Новую Зеландию. Столь снисходительное решение, возможно, объяснялось тем, что в годы службы в госбезопасности Байрами конфликтовал с Шеху, который на момент процесса считался врагом режима. Кроме того, Байрами дал затребованные показания на ближайшего сподвижника Шеху Кадри Хазбиу — ранее занимавшего посты директора Сигурими, министра внутренних дел и министра обороны НРА/НСРА.
Акция Шевдета Мустафы — единственная документально подтверждённая попытка покушения на Энвера Ходжу. Она создала дополнительный повод для очередной репрессивной кампании. Были арестованы близкие родственники и сподвижники Шеху — вдова Фикирете (член ЦК АПТ), племянник Фечор (бывший директор Сигурими и министр внутренних дел), Михалак Зичишти (бывший директор Сигурими), Нести Керенджи (бывший директор Сигурими), Ламби Зичишти (бывший министр здравоохранения), Нести Насе (бывший министр иностранных дел), Ламби Печини (бывший функционер МВД). Вместе с Кадри Хазбиу они были выведены на процесс по обвинениям в заговоре, измене, шпионаже, планировании убийства Ходжи.
Кадри Хазбиу, Фечор Шеху, Ламби Зичишти, Ламби Печини были приговорены к смертной казни и расстреляны в ночь на 10 сентября 1983. Другие подсудимые получили длительные сроки заключения. Политический смысл процесса состоял в подтверждении единовластия Энвера Ходжи и продвижении новой номенклатурной генерации.

## Смерть
Ночью 11 апреля 1985 года, после кровоизлияния в мозг, Энвер Ходжа скончался в возрасте 76 лет, спустя ровно месяц после прихода к власти Горбачёва в СССР.
Траур в Албании длился 9 дней. Из-за рубежа в Тирану допустили только лидеров «истинных марксистско-ленинских партий» и эмиссаров из КНДР, Вьетнама, Кубы, Румынии, Лаоса, Кампучии, НДРЙ, Никарагуа, Ирана и Ирака.
Телеграммы соболезнования, присланные из зарубежных стран, в том числе из СССР, Италии и Югославии, албанцы отправили обратно, кроме соболезнований от Фиделя Кастро, Николае Чаушеску и Ким Ир Сена.
Прощание с Ходжей происходило во дворце имени Сталина в Тиране.

## Могила и музей Э. Ходжи

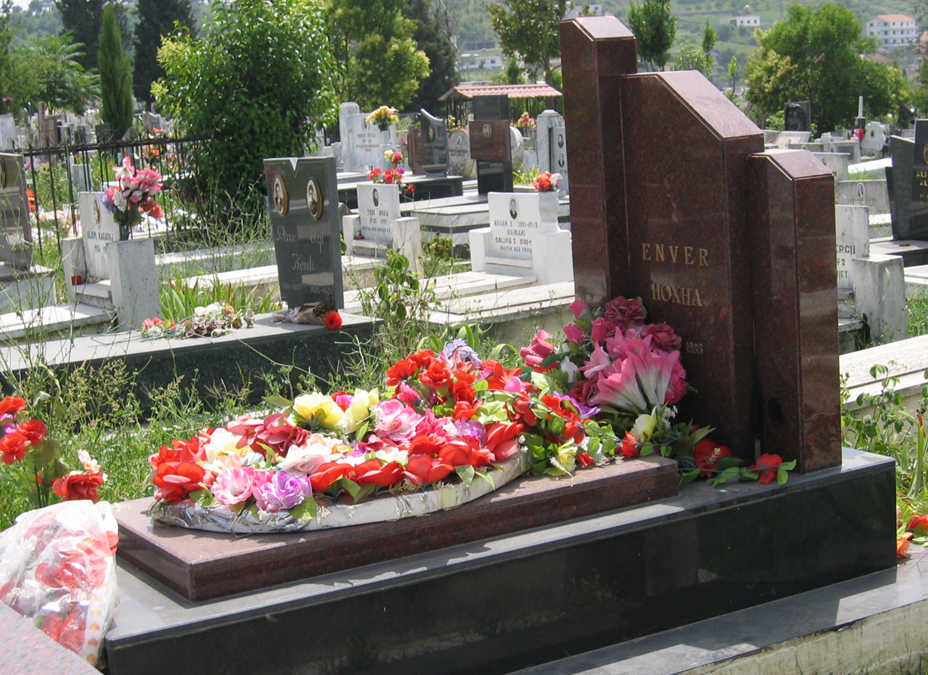
Могила Э. Ходжи на общественном кладбище на окраине Тираны.

В русскоязычной прессе нередко встречаются утверждения, что тело Энвера Ходжи было забальзамировано и помещено в мавзолей. На деле албанский лидер был погребён на кладбище Павших героев нации в Тиране. В мае 1992 г. тело Энвера Ходжи было тайно эксгумировано новыми властями Албании и перезахоронено на общественном кладбище на окраине Тираны. При этом надгробная плита была изъята и использована для создания памятника английским солдатам союзных войск. Здание, которое ошибочно называют «мавзолеем», было построено как Музей Энвера Ходжи, который открылся 14 октября 1988 года (к 80-летию со дня рождения Э. Ходжи). В настоящее время экспозиция музея демонтирована, ведутся работы по превращению здания в общественное пространство.

## Итоги правления
Энвер Ходжа пытался построить социалистическое государство по советской модели сталинского периода, что послужило причиной практически полной международной изоляции Албании в 1970-х годах.

Албанские СМИ заявляли, что коммунистическая Албания полностью обеспечила свои потребности в продовольствии, развивает промышленность, электрифицировала большинство сельских районов, искоренила неграмотность и болезни.

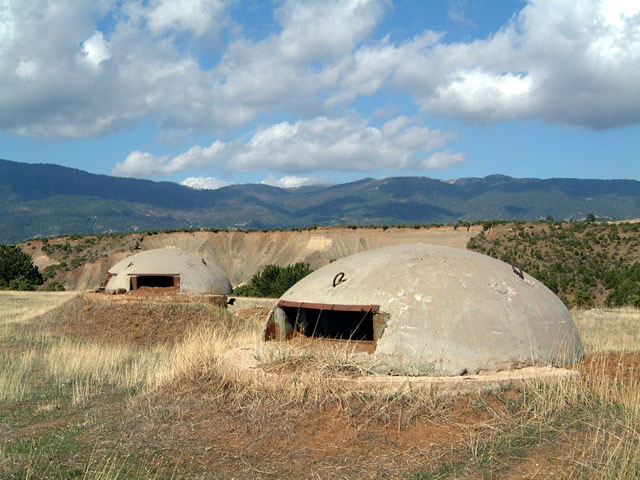
Бетонные доты в Албании

Первые годы после смерти Энвера Ходжи прошли под знаком его заветов. В 1988 году торжественно отмечалось восьмидесятилетие со дня его рождения, воздвигались памятники, музеи. Впрочем, после смерти Ходжи внутренняя и внешняя политика Албании стали менее жёсткой, вследствие общего кризиса коммунистической системы в Восточной Европе. В Албании это привело к отказу в 1990 году от однопартийной системы, а также к поражению реформированной Социалистической партии на выборах 1992 года.
В начале 1990-х годов общество Албании раскололось. Было отмечено, что на юге преобладали энверисты, на севере их противники. Происходило уничтожение монументов и других памятных знаков, связанных с Ходжей и коммунистическим прошлым. Энверисты угрожали пойти в поход на Тирану и расправиться с Рамизом Алией как не защитившим память вождя. Происходили столкновения, с обеих сторон были жертвы.
После падения коммунистического режима в Албании, экономика страны деградировала. В 1980-х годах Албания была мировым лидером по добыче хрома, но в начале 1990-х годов объем добычи резко упал. Прежние сильные стороны албанской экономики, такие как машиностроение и химическая промышленность, пришли в упадок. Обрабатывающая промышленность вместе с горнодобывающей промышленностью в настоящее время генерирует лишь около одной десятой национального дохода и задействует лишь небольшой процент рабочей силы.
Впрочем, бедность населения наших дней породила ностальгию по эпохе Ходжи, и в настоящее время среди албанцев старшего возраста популярен девиз: «При Энвере был порядок».
Так же как и жители бывшего СССР, албанцы скучают по былому величию страны, социальным благам и диктатуре пролетариата.

Говорят о разнице в жертвах между новым и старым режимом:
«Жертв при новом режиме гораздо больше. Ещё 2 тыс. албанцев были убиты в 1997 году - в стране рухнули финансовые пирамиды вроде вашей МММ, вкладчики потеряли все сбережения, многие поняли - придётся продать свои квартиры и жить на улице. Народ штурмом взял оружейные склады, занял столицу, освободил из тюрем осуждённых соратников Энвера Ходжи, включая и последнего президента Рамиза Алию. К нам ввели иностранные войска - контингент ООН под руководством Италии. Смешно: в 1939-1943 годах, стоило Италии оккупировать Албанию, целые сёла поголовно ушли в партизаны - а в наше время люди рукоплещут итальянским солдатам. Албании как независимого государства уже не существует».Бизнесмен Лека Салиши
Молодежь Албании позабыла о героях, благодаря которым ковалась независимость их страны:
«Мой отец погиб за свободу Албании, но к его могиле больше не ходят пионеры - у нынешней молодёжи другие кумиры»
«Я откровенно скучаю по Энверу Ходже». Дочь партизана, 78-летняя Ясмина Шарифу
Упоминают также о социальной сфере и возрождённых обычаях:
«Я получал при социализме каждый год халявную путёвку на курорт
«Работавшие 15 лет на одном заводе могли покупать лекарства с пятидесятипроцентной скидкой, транспорт к месту работы был бесплатным! За рождение первого ребёнка увеличивали зарплату на 10%, второго - на 20. Нашей медицине завидовали в Германии. А год назад моего брата выселили из квартиры: он не в состоянии оплачивать счета за воду и газ»
«С 1992 года возродился забытый при Ходже обычай кровной мести - если у тебя убили родственника, ты должен застрелить любого мужчину из родни убийцы: от рук кровников в Албании уже погибли 12 тыс. человек![6]».Пожилой продавец сувениров с портретом Энвера Ходжи
Некоторые восхищаются былой внешней политикой:
«Энвер Ходжа стоял у власти 41 год. Я не спорю - он настоящий безумный диктатор. Но тогда к Албании относились с уважением, её никто не смел тронуть. В 1948 году наша страна поссорилась с Югославией, в 1961 году разорвала дипотношения с СССР по причине разоблачения Сталина, а в 1978 году расплевалась и с Китаем за разрешение местной компартией частного бизнеса. Мы стояли особняком в Европе, и с нами ничего не могли сделать - даже такие могущественные страны, как Советский Союз. Албания считала себя оплотом социализма ленинского образца - последними настоящими коммунистами. Есть книга «Пятьдесят оттенков серого», у нас же любые оттенки были красными. А сейчас? Мы превратились в колонию Запада».Экс-журналист партийной прессы Фадиль Мехмеду, ныне работник пиццерии в Неаполе
Реставрация капитализма,приватизация, рост алкоголизма и наркомании, участие многих албанцев в Косовской войне, деградация социальной сферы — всё это привело к падению численности населения Албании и уменьшению прироста населения. В 2021 году Албании даже не удалось достичь уровня 1985 года по численности населения.
Сали Бериша, первый президент посткоммунистической Албании и бывший врач Ходжи, дал положительную оценку роли своего бывшего патрона в деле освобождения страны от фашистской оккупации. С ним не согласился писатель Уран Бутка. Албанских коммунистов и их вождя Бутка называет национальными предателями, осуществлявшими геноцид албанского народа.
13 февраля 1995 года президент Бериша издал указ № 1018 — об отмене всех наград и почётных званий, присвоенных руководителям коммунистического режима. Это решение касалось Неджмие Ходжи (прижизненно), Хаджи Леши (прижизненно), Хюсни Капо (посмертно), Гого Нуши (посмертно), Спиро Колеки (прижизненно), Хаки Тоски (посмертно), Шефкета Печи (прижизненно) и самого Энвера Ходжи (посмертно).

## Образ в культуре
Энвер Ходжа — персонаж многих произведений классика албанской литературы Исмаиля Кадаре, отношение автора к нему разнится в зависимости от этапов развития творчества. Так, в наиболее значительном произведении доэмиграционного периода, романе «Суровая зима» (1973), Энвер Ходжа изображён гуманным, склонным к демократическим решениям человеком, в противопоставлении к «просоветской интриганке» Лири Белишовой и «кровавому титоисту» Кочи Дзодзе. Кадаре надеялся, что нарисованный портрет окажет влияние на свой прототип.
В более поздних произведениях, написанных уже после эмиграции во Францию, он предстаёт в качестве антигероя — так, в повести «Прощальный подарок зла» Ходжа, не названный по имени, сопоставляется с Антихристом. В романе «Spiritus» («Дух») (1996) того же автора эта идея развивается в описании последних лет жизни лидера Албании.
О встрече с албанским руководителем рассказывает бразильский писатель Жоржи Амаду в мемуарной книге «Каботажное плавание».
Ходжа упоминается в романе Василия Аксёнова «Остров Крым». Довольно положительный образ лидера Албании выведен в повести белорусского писателя Винцеся Мудрова «Албанское танго».
В фильме «Не пойман, не вор» (Inside Man) (2006) грабители банка используют запись из выступлений Энвера Ходжи.

## Сочинения

### На албанском языке
- Enver Hoxha. Vepra (Собрание сочинений в 70-ти томах). — Тирана: «8 Нентори», 1968—1990.
- Enver Hoxha. Ditar për çështje ndërkombëtare (Политический дневник в 14-ти томах). — Тирана: «8 Нентори», 1981.

### На русском языке

#### Сочинения
- Э. Ходжа. Избранные произведения (в 6-ти томах). — Тирана: «8 Нентори», 1974—1988. — 928 (I), 943 (II), 1021 (III), 1060 (IV), 1134 (V), 976 (VI) с.
- Э. Ходжа. Речи, беседы, статьи. 1969-1970. — Тирана: «8 Нентори», 1980. — 448 с.
- Э. Ходжа. Страницы из избранных произведений. — Тирана: Издательство школьной литературы, 1977. — 143 с.

#### Отчётные доклады на съездах АПТ
- Э. Ходжа. Доклад о деятельности Центрального Комитета Албанской партии труда на II съезде Албанской партии труда 31 марта 1952 г. — Тирана: Издание ЦК Албанской партии труда, 1952. — 123 с.
- Э. Ходжа. Отчетный доклад о деятельности Центрального Комитета Албанской партии труда, представленный IV съезду АПТ 13 февраля 1961 г. — Тирана: Типография им. Михаля Дури, 1961. — 203 с.
- Э. Ходжа. Отчетный доклад о деятельности Центрального Комитета Албанской партии труда, представленный V съезду АПТ 1 ноября 1966 г. — Тирана: «Наим Фрашери», 1966. — 256 с.
- Э. Ходжа. Отчетный доклад о деятельности Центрального Комитета Албанской партии труда, представленный VII съезду АПТ 1 ноября 1976 г. — Тирана: «8 Нентори», 1976. — 276 с.
- Э. Ходжа. Доклад о деятельности Центрального комитета Албанской партии труда, произнесённый на VIII-ом съезде АПТ 1 ноября 1981 г. — Тирана: «8 Нентори», 1981. — 280 с.

#### Отдельные работы
- Э. Ходжа. АПТ в борьбе против хрущёвского ревизионизма. — Тирана: «8 Нентори», 1977. — 488 с.
- Э. Ходжа. Империализм и революция. — Тирана: «8 Нентори», 1979. — 535 с.
- Э. Ходжа. Размышления о Китае. Том I. (1962—1972). — Тирана: «8 Нентори», 1979. — 808 с.
- Э. Ходжа. Размышления о Китае. Том II. (1973—1977). — Тирана: «8 Нентори», 1979. — 822 с.
- Э. Ходжа. Хрущёвцы. Воспоминания. — Тирана: «8 Нентори», 1980. — 515 с.
- Э. Ходжа. Титовцы. Исторические записки. — Тирана: «8 Нентори», 1983. — 657 с.
- Э. Ходжа. Со Сталиным. Воспоминания. — Тирана: «8 Нентори», 1984. — 240 с.
- Э. Ходжа. Размышления о Среднем Востоке. 1958-1983. Из Политического дневника. — Тирана: «8 Нентори», 1984. — 572 с.
- Э. Ходжа. Сверхдержавы. 1959-1984. Из Политического дневника. — Тирана: «8 Нентори», 1986. — 704 с.
- Э. Ходжа. Хрущёв убил Сталина дважды. — М.: «Эксмо» и «Алгоритм», 2010. — 230 с. — ISBN 978-5-906817-39-6.
- Энвер Ходжа. Его жизнь и работа. Архивные материалы. Произведения, переведённые на русский язык (рус.)

### На других языках
- Архив произведений Э. Ходжи (англ.)
- Выступление на Совещании коммунистических и рабочих партий, 1960 г. (исп.)